# Tchalé Figueira
Tchalé Figueira (* 1953 in São Vicente) ist ein kap-verdischer Maler.

## Leben
Nach Wanderjahren, die ihn auch nach Holland führten, wo er als Hafenarbeiter gearbeitet hat, landete er schließlich in der Schweiz. Dort begann er sich mit Malerei zu beschäftigen und besuchte die Schule für künstlerische Gestaltung in Basel, wo er zwischen 1974 und 1985 lebte. Schließlich kehrte er wieder nach São Vicente zurück. Wie sein Bruder Manuel Figueira richtete er im Hafen von Mindelo, im alten Haus der Familie, sein Atelier ein.
Neben der Malerei schreibt er Gedichte und musiziert in einer Gruppe. Als Aufgabe eines Künstlers sieht Tchalé Figueira auch, Sozialkritik zu üben und Stellung zu gesellschaftspolitischen Themen zu beziehen. Das drückt er etwa in dem Bild Die gekreuzigte Frau aus, mit der er die „Macho-Gesellschaft“ Kap Verdes kritisiert.
Tchalé Figueira hat seit 1985 an einer ganzen Reihe von Ausstellungen, unter anderem in Luzern, Basel, Paris, Lissabon, Zürich, Angola, Senegal, USA und in seiner Heimat Kap Verde, teilgenommen.